# Simon Crane
Simon Crane, född 1960 i Twickenham, England, är en brittisk stuntman. Crane har arbetat som stuntman och stuntinstruktör i flera James Bond-filmer.

## Biografi
Crane var juridikstudent men avbröt studierna och arbetade som cirkusakrobat i tre år. För att kunna erhålla certifiering som stuntman i Storbritannien krävdes instruktörsnivå i sex olika idrotter. Han blev målmedvetet instruktör i gymnastik, fallskärmshoppning, lättdykning, klippdykning, karate och fäktning. När han inte kunde få stuntman snabbt nog, blev Crane instruktör i ytterligare tre idrotter, inklusive hängglidning.
Crane var huvudsaklig stuntdubbel för Timothy Dalton i Iskallt uppdrag och Tid för hämnd.
Crane medverkade som stuntman i filmen Cliffhanger (1993) där han gjorde ett stunttrick som hamnade i Guinness Rekordbok som det dyraste stunttricket någonsin. Det kostade en miljon dollar att försäkra Crane när han via en vajer tog sig mellan två flygplan på en höjd av 4572 meter. Trots att huvuddelen av filmen spelades in i de italienska Dolomiterna så var man tvungna att filma stunttricket i USA eftersom sådana manövrar är olagliga i Europa.

## Filmografi (urval)
- 1985 – Levande måltavla
- 1985 – Tempelmysteriet
- 1986 – Aliens – Återkomsten
- 1987 – Iskallt uppdrag
- 1987 – Stålmannen i kamp för freden (okrediterad)
- 1988 – Willow (okrediterad)
- 1989 – Batman
- 1989 – Indiana Jones och det sista korståget
- 1989 – Tid för hämnd
- 1990 – Air America
- 1990 – Total Recall
- 1991 – Robin Hood: Prince of Thieves
- 1992 – Alien 3
- 1993 – Cliffhanger
- 1993 – De tre musketörerna
- 1994 – Frankenstein
- 1995 – Braveheart
- 1995 – Goldeneye
- 1996 – 101 dalmatiner
- 1996 – Hamlet
- 1997 – Otäcka odjur
- 1997 – Titanic
- 1998 – Elizabeth
- 1998 – Rädda menige Ryan
- 1999 – Mumien
- 1999 – Världen räcker inte till
- 2000 – Vertical Limit
- 2001 – Lara Croft: Tomb Raider
- 2002 – En kvinnas hämnd
- 2003 – Beyond Borders
- 2003 – Lara Croft Tomb Raider: The Cradle of Life
- 2003 – Terminator 3 – Rise of the Machines
- 2004 – Troja
- 2005 – Mr. & Mrs. Smith
- 2005 – The Island
- 2006 – X-Men: The Last Stand
- 2007 – Stardust
- 2008 – Bedtime Stories
- 2008 – Hancock
- 2008 – Jumper
- 2008 – Quantum of Solace
- 2009 – Surrogates
- 2010 – Salt
- 2010 – The Tourist
- 2011 – In the Land of Blood and Honey
- 2011 – Your Highness
- 2012 – Men in Black 3
- 2013 – World War Z
- 2014 – Edge of Tomorrow
- 2014 – Maleficent
- 2016 – Jason Bourne
- 2016 – Rogue One: A Star Wars Story
- 2018 – Robin Hood
- 2019 – Fast & Furious: Hobbs & Shaw
- 2019 – Maleficent 2: Ondskans härskarinna
- 2020 – Dolittle